# Blechnum fluviatile
Blechnum fluviatile es una especie de helecho perteneciente a la familia Blechnaceae. Es originaria de Australia.

## Descripción
Es un helecho con rizoma erecto, estípite marrón, escalas angosto-lanceoladas. Las frondas erectas, dimórficas, 1-pinnadas a 1-pinnatisectas, normalmente 20-50 cm de largo; raquis con muchas escalas y pelos. Frondas pinnadas estériles principalmente en la mitad inferior, pinnatisectas anteriormente, con los segmentos de 1.3-1.5 cm de largo, 8-10 mm de ancho, simétricos del vértice y redondeados, que se unen al raquis por una amplia base pero con los segmentos libres unos de otros en la mitad inferior de la fronda. Las frondas fértiles pinnadas, erectas, pinnas erectas y casi paralelas al raquis, pinnas 0.9-1.5 cm de largo, 2-3 mm de ancho.

## Distribución y hábitat
Crece en lugares húmedos en sitios protegidos y en altitudes más altas, al sur de Barrington Tops, raros en Nueva Gales del Sur. 

## Taxonomía
Blechnum fluviatile fue descrita por (R.Br.) Lowe ex Salomon  y publicado en Nomenclator der Gefasskryptogamen: 115 1883.
Sinonimia
- Stegania fluviatilis R.Br.
- Spicanta fluviatilis (R.Br.) Kuntze
- Lomaria fluviatilis (R.Br.) Spreng.[5][6]